# Noedelman-Soeranov NS-45

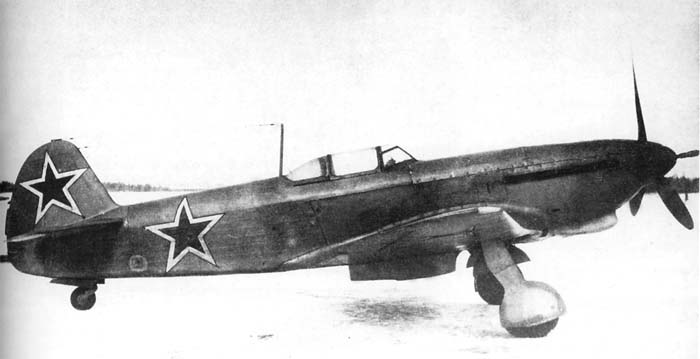
Een Jakovlev Jak-9T met een NS-45

De Noedelman-Soeranov NS-45 (Russisch: Нудельман-Суранов  советская авиационная пушка калибра 45-мм) was een versie van het Noedelman-Soeranov NS-37 snelvuurkanon met het zwaarder kaliber 45 mm ontworpen door Noedelman en Soeranov als boordgeschut op 44 Jakovlev Jak-9K jachtvliegtuigen van de luchtmacht van de Sovjet-Unie in de Tweede Wereldoorlog van 1944 tot 1945.

## Ontwerp
In juli 1943 beval het ministerie om 45 mm snelvuurkanonnen te ontwerpen voor gevechtsvliegtuigen. 37 mm snelvuurkanonnen waren al in gebruik als boordgeschut en het 45 mm snelvuurkanon moest ook in de V van de V-motor komen en door de propellerbuis van de Jakovlev Jak-9 schieten. Wegens de krappe ruimte mocht de loop maar 4 mm dik zijn, terwijl de loop van de N-37 8 mm dik was.
Experimenteel constructiebureau OKB-15 van Boris Sjpitalni bouwde een grotere versie van hun Sjpitalni Sj-37 voor testen op de Lavotsjkin LaGG-3, maar dit werd afgewezen omdat hun Sjpitalni Sj-37 al problemen had.
OKB-16 van Noedelman en Soeranov stelde een grotere versie van hun beproefde Noedelman-Soeranov NS-37 voor.
De terugslag van de NS-45 bedroeg 70 kN, terwijl de NS-37 5,5 kN terugslag had. De NS-45 kreeg als eerste in de Sovjet-Unie een mondingsrem.
Er werd een nieuwe granaat 45 mm x 328 mm ontwikkeld met dezelfde lengte als de granaten van de NS-37. Omdat het 45 mm projectiel 10 mm langer was, werd de messing huls gestuikt van 195 naar 185 mm.

## Specificaties
- Aantal lopen: 1
- Terugslag: ja
- Massa: 152 kg
- Lengte: 363,5 mm
- Lengte loop: 230,5 mm
- Granaat: 45 mm x 328 mm
- Massa granaat: 1,93 kg
- Massa projectiel: 1,065 kg
- Mondingssnelheid: 780 m/s
- Vuursnelheid: 280 schoten/min

## Productie
Fabriek nummer 74 bouwde 75 stuks in 1944 en 120 in 1945.

## Jak-9K
De NS-45 werd gemonteerd op de Jakovlev Jak-9K in plaats van de NS-37, waarbij de K (“Kroepnokalibernji”) groot kaliber betekende.
Door de uitstekende loop en de mondingsrem was de Jak-9K 20 cm langer dan de Jak-9T.
De Jak-9T kreeg een riem met 29 granaten mee.
Daarnaast voerde hij nog een 12,7 mm gesynchroniseerd Berezin UBS machinegeweer dat tussen de draaiende propellerbladen schoot met een riem van 200 patronen.
Theoretisch schoot de Jak-9K 5,43 kg/s, meer dan de meeste Duitse vliegtuigen.
De Focke-Wulf Fw 190A-6/R1 en de Messerschmitt Bf 109G-6/R6 schoten meer kg/s, maar de Jak-9K kon zonder kanonnen onder zijn vleugels beter horizontaal manoeuvreren.
Het Jak-9K prototype was eind 1943 ontwikkeld en werd tussen 12 januari en 8 april 1944 getest bij het centraal onderzoeksinstituut van de luchtmacht van de Sovjet-Unie VVS NII.
Tussen april en juni 1944 bouwde een fabriek in Novosibirsk een serie. De cockpit werd naar achter verplaatst om het zwaartepunt te verleggen. De 44 Jak-9K gingen naar het 3e korps gevechtsvliegtuigen.
Van 13 augustus tot 18 september 1944 vochten ze in het 3e Wit-Russische Front en van 15 januari 1945 tot 15 februari 1945 in het 2e Wit-Russische Front.
Ze schoten twaalf Duitse vliegtuigen neer met gemiddeld tien granaten per doelwit.
Door de hevige terugslag en de lage vuursnelheid was alleen het eerste schot van een salvo gericht.
De hevige trillingen deden soms olieleidingen of waterleidingen barsten.
Onder 350 km/h schudde het kanon de piloot heen en weer.
De  Jak-9K had een lagere verhouding vermogen / massa, niet enkel door het kanon, maar ook door de brandstoftank van 650 in plaats van 440 liter.
Hierdoor werd de Jak-9K 40 km/h trager op 5000 m en het kostte een minuut meer om tot daar te klimmen.
Sommige Jak-9K kregen een tank van 480 liter.
Omdat de Jak-9K niet goed kon klimmen, gebruikten piloten van de 812th IAP de Jak-9K voor verrassingsaanvallen op bommenwerpers en met een meer wendbare Jakovlev Jak-3 als dekking.
Vanwege de betrouwbaarheid en de trillingen, maar ook omdat geen 45-mm granaat nodig was om een Focke-Wulf Fw 190 jachtbommenwerper af te schieten werden maar 53 Jak-9K gebouwd.

## Iljoesjin Il-2
De NS-45 werd ook onder de vleugels van de Iljoesjin Il-2 gemonteerd.
Op 20 augustus 1943 beval het ministerie testen op de Il-2 met het 45 mm kanon.
Op 10 september 1943 was een Il-2 klaar voor testen bij VVS NII.
Testen begonnen op 8 februari 1944.
De NS-45 kon geen tank raken en de terugslag was te hevig.

## Toepolev Tu-2
Een prototype Toepolev Tu-2Sj kreeg vooraan twee NS-37 en twee NS-45 en werd in 1946 getest.

## Toepolev Tu-1
Tussen 30 december 1946 en 3 oktober 1947 kreeg de Toepolev Tu-1 nachtjager prototype twee NS-45 in de neus, met elk 50 granaten en twee Noedelman-Soeranov NS-23 onder de vleugels.
De Tu-1 werd opgegeven omdat zijn motoren niet betrouwbaar bleken.